# Felice Varesi
Felice Varesi (Calais, Francia, 1813 - Milán, 13 de marzo de 1889) fue un barítono italiano nacido en Francia con una ilustre carrera como cantante que comenzó en los años 1830 y se extendió hasta los años 1860. Se le recuerda sobre todo por su cercana asociación con varias óperas famosas de Giuseppe Verdi, que nació el mismo año que él.

## Carrera
Especializado inicialmente en las óperas belcantistas del predecesor de Verdi Gaetano Donizetti, Varesi empezó su carrera en Varese en 1834 y siguió cantando en Faenza, Florencia, Modena, Roma, Perugia y Génova. Para el año 1841 estaba cantando en La Scala de Milán, y desde 1842 hasta 1847 estuvo en Viena, donde apareció en el Kärntnertortheater. Aquí estrenó el papel de Antonio en Linda di Chamounix, de Donizetti, e igualmente apareció en otras obras del mismo compositor.
En 1844 cantó el papel de Don Carlo en Ernani en Padua, su primera ópera de Verdi y más adelante apareció como el Dogo en I due Foscari, de Verdi. En 1847, en Florencia, fue el primer Macbeth en la ópera homónima de Verdi. Luego, en 1851 en La Fenice, Venecia, fue el primer intérprete del Rigoletto, de Verdi, y en el año 1853, en ese mismo teatro, se convirtió en el Germont original de Verdi en La traviata. A Varesi no le gustaba el papel de Germont,  pero lo cantó de todas formas.
Viajó a Londres en 1864 para interpretar a Rigoletto - probablemente su papel mejor conocido - en Her Majesty's Theatre.
Varesi fue admirado por su inteligencia y su capacidad musical e interpretativa, así como por la excepcional calidad de su voz. Marcó el camino a una generación posterior de grandes barítonos verdianos entre los que estuvieron Francesco Graziani, Leone Giraldoni y Antonio Cotogni, mientras que su principal rival contemporáneo fue Giorgio Ronconi (el creador del Nabucco de Verdi). 
Se casó con la soprano operística Cecilia Boccabadatti Gazzudo. Su hija, Elena (1844-1920), también cantó como una soprano, abriendo una escuela de canto en Chicago después de retirarse de la escena. 